# Annie Scott Dill Maunder
Annie Russell Maunder (nacida como Annie Scott Dill Russell, 14 de abril de 1868, Strabane, Condado de Tyrone, Irlanda del Norte - 15 de septiembre de 1947, Londres, Inglaterra) fue una astrónoma y matemática irlandesa. Estudió en el Girton College en la Universidad de Cambridge.  Entre sus aportaciones se encuentran el descubrimiento del Diagrama de Mariposa, en el que se visualizan los patrones de migración de las manchas solares, descubrimiento que realizó junto a su esposo Edward Walter Maunder (1851-1928), y la creación de una cámara gran angular la cual utilizó, entre otras cosas, para  obtener imágenes de emisiones de la corona solar extendiéndose muy por encima de la fotósfera. En 1916 se convirtió en una de las primeras cuatro mujeres miembros de la Real Sociedad Astronómica.

## Nacimiento e infancia
Annie Scott Dill Russell nació el 14 de abril de 1868 en Strabane, actual Irlanda del Norte, en el condado de Tyrone. Hija del reverendo William A. Russell, ministro de la Iglesia Presbiteriana Irlandesa, y de su segunda esposa. Creció en una familia de seis hijos: dos hijos del primer matrimonio y cuatro del segundo, de los cuales dos eran hombres y dos mujeres, siendo Annie la mayor. Todos los hermanos obtuvieron grandes logros académicos y tuvieron una educación caracterizada por el fervor religioso. Se conocen pocos datos acerca de su niñez, pero es posible que su interés en la astronomía proceda de su infancia, pues su hermano J. Dill Russell también se dedicó a este campo.

## Estudios
Annie realizó sus estudios secundarios en el Ladies’ Collegiate School en Belfast. Tras ganar una beca por excelencia académica en 1886, ingresó al Girton College en la Universidad de Cambridge.  En 1899 Annie presentó sus respectivos exámenes finales, siendo la alumna más destacada de su promoción y aprobando con honores, sin embargo, debido a las políticas de la época, no le fue otorgado grado académico. 

## Real Observatorio de Greenwich

### Lady Computers
De 1890 a 1895 el director del Real Observatorio de Greenwich, Sir William Christie, decidió contratar mujeres como medida ante la falta de empleados. A este grupo se le conoce como las Lady Computers, (en español algo así como Damas Calculistas) mujeres con estudios en universidades como Oxford, Cambridge y Londres. Entre las mujeres empleadas se encontraba Alice Everett, antigua compañera de Annie en Cambridge, quien avisó a Annie, de la posible disponibilidad de un empleo en el Observatorio.
El grupo de las Ladies Computers tenía un nivel educativo superior y mayor edad que sus contrapartes masculinos. A pesar de esto tenían las mismas condiciones de trabajo y recibían el mismo sueldo, el cual era mínimo. Russell, que hasta entonces se había dedicado a la docencia como profesora de matemáticas en el Ladies’ High School en Jersey y encontraba su trabajo poco gratificante decidió escribir al Observatorio. Al ser considerada  para el trabajo se le ofrecieron £4 al mes, salario que ella misma describió como tan bajo que “apenas podría vivir de él”. A pesar de sus reclamos no obtuvo ningún aumento y decidió tomar el empleo de todas formas.
Russell fue asignada al departamento solar, donde trabajó junto a quien sería su futuro esposo, E.W Maunder, jefe del departamento donde ella trabajaba. Russell debía ayudar a fotografiar manchas solares y registrar su posición y tamaño.
En 1892 Annie Russell y Alice Everett fueron propuestas por E.W Maunder y A.M.W Downing (Superintendente de la Oficina de Almanaque Náutico) para ser miembros de la Real Sociedad Astronómica. Sin embargo, al momento de ser votadas sus nominaciones fueron rechazadas.

## Vida después del Real Observatorio  y últimos años

### Matrimonio
En 1895 Russell tuvo que renunciar a su puesto en el Real Observatorio de Greenwich al casarse con su colega E.W Maunder, debido a una prohibición que existía en esa época para que las mujeres casadas ejercieran cargos públicos. Tanto Russell como Alice Everett fueron aceptadas en la British Astronomical Association (en español Asociación Astronómica Británica)  asociación fundada por su esposo y dedicada a emplear astrónomos poco experimentados.
Maunder y Russell no tuvieron hijos propios, pero Annie se dedicó a cuidar a los cinco hijos del anterior matrimonio de Maunder, quien había enviudado en 1888. Sus nuevas tareas domésticas no impidieron que Russell continuara con su trabajo en el campo de la astronomía.

### Trabajo posterior
Russell continuó su trabajo como primera editora  para el diario de la British Astronomical Association y ayudando a su esposo con sus investigaciones. El matrimonio utilizó fotografías para documentar y estudiar la posición de manchas solares y eclipses. En 1898 el matrimonio realizó una expedición a la India para captar eclipses, donde Annie fotografió erupciones de la corona solar con una cámara gran angular diseñada por ella misma. La pareja acudió a otras expediciones y Annie fue reconocida como experta en fotografía solar.
En 1907 creó un catálogo de 600 grupos de manchas solares recurrentes, basándose en los datos recabados durante su tiempo en el Real Observatorio de Greenwich.
En 1908 publicó “The Heavens and their History” el cual fue publicado bajo el apellido del matrimonio y fue escrita en su mayoría por Russell.
En 1915 Russell fue aceptada por la Real Sociedad Astronómica, 24 años después de haber rechazado su anterior nominación. Hacia el final de su vida  sus estudios se centraron en la arqueoastronomía, área en la que era considerada una figura prominente. Murió a los 80 años el 15 de septiembre de 1947 en Wansworth, Londres.

## Eponimia
- El cráter lunar Maunder lleva este nombre en su memoria,[11] honor compartido con su esposo el astrónomo británico Edward Maunder (1851-1928).